# Francofilia
Um francófilo é uma pessoa que tem uma forte afinidade com toda ou qualquer língua francesa, história francesa, cultura francesa ou povo francês. Essa afinidade pode incluir a própria França ou sua história, idioma, culinária, literatura etc. O termo "Francófilo" pode ser contrastado com Francófobo (ou Gallófobo), alguém que não gosta de tudo o que é francês. Restaurante francófilo em Münster, Alemanha. 
A francofilia geralmente surge nas antigas colônias francesas, onde a elite falava francês e adotou muitos hábitos franceses. Em outros países europeus, como Romênia e Rússia, a cultura francesa também é popular há muito tempo entre a classe alta. 
Historicamente, a Francofilia tem sido associada a defensores da filosofia do Iluminismo durante e após a Revolução Francesa, onde levantes democráticos desafiaram os regimes autocráticos da Europa.